# Hyperopisus
Hyperopisus is een geslacht van straalvinnige vissen uit de familie van de tapirvissen (Mormyridae).

## Soort
- Hyperopisus bebe (Lacepède, 1803)